# وادي المكسيك

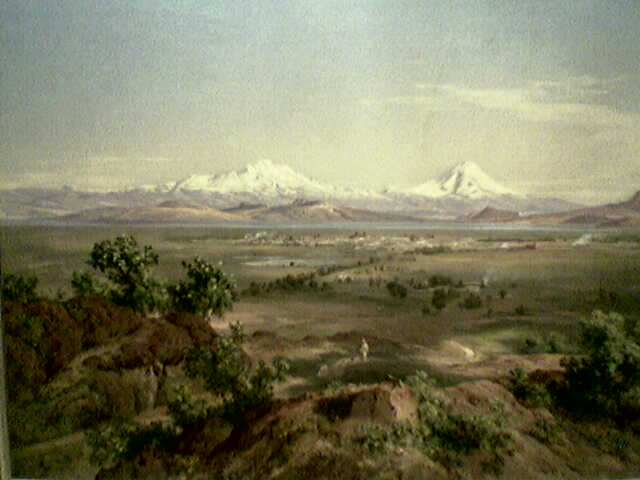
لوحة من وادي المكسيك في القرن التاسع عشر

 وادي المكسيك ، يقع وادي المكسيك (بالإنجليزية: Valley of Mexico، بالاسبانية Valle de México) أو حوض وادي المكسيك يقع في وسط المكسيك، ويحتضن مدينة مكسيكو سيتي. تحيط به الجبال والبراكين وكان مركزاً للعديد من الحضارات قبل كولومبس. ومن تلك الحضارات التيوتهاكان، وتولتيك، وازتيك.
وادي يحتوي على عدة مناطق ومنها منطقة العاصمة مكسيكو سيتي، وكذلك أجزاء من دولة المكسيك مثل تلاسكالا Tlaxcala، إيدالغو Hidalgo وبويبلا Puebla. ويمكن تقسيم وادي المكسيك إلى أربعة أحواض. يصل الحد الادنى لارتفاع الوادي إلى 2200 متر (7200 قدماً) فوق سطح البحر. وتحيط بها الجبال والبراكين التي تصل إلى ارتفاعات أكثر من 5000 متر (16000 قدم).
سُكن الوادي على ما لا يقل عن 12000 سنة مضت، وجذب البشر بمناخه المعتدل (متوسط درجات الحرارة بين 12 و 15 درجة مئوية، أو 54 و 59 درجة فهرنهايت), المياه وفيرة وهذا قد شجع الزراعة. والحضارات التي نشأت في هذا المجال تشمل: التيوتهاكان (800 قبل الميلاد إلى 800 م)، إمبراطورية التولتيك (من القرن العاشرالى القرن الثالث عشر) وإمبراطورية ازتيك (1325 إلى 1521).